# یحیی عیاش
یحیی عیاش (عربی: یحیی عیاش؛ ۶ مارس ۱۹۶۶ – ۵ ژانویه ۱۹۹۶) بمب‌ساز ارشد حماس و فرماندهٔ گردان کرانه باختری در گردان‌های عزالدین قسام بود. به او به‌سبب تخصص در ساخت بمب‌های انتحاری، لقب «مهندس» داده بودند. عیاش بابت پیشبرد تکنیک بمب‌گذاری‌های انتحاری علیه اسرائیل به‌وسیلهٔ گروه‌های مبارز فلسطینی اعتبار دارد. بمب‌گذاری‌هایی که او ترتیب داد، حدود ۹۰ اسرائیلی را کشت که بسیاری از آن‌ها غیرنظامی بودند. او در سال ۱۹۹۶ به‌دست شین بِت از طریق یک تلفن همراه بمب‌گذاری‌شده ترور شد.

## سال‌های ابتدایی زندگی
وی در روستای رافات واقع در حد فاصل نابلس و قلقلیه به دنیا آمد. وی در امتحانات نهایی دبیرستان در رشته ریاضی با معدل ۹۲/۱۸ قبول شد و در رشته مهندسی برق در دانشگاه بیرزیت ثبت نام کرد.اسحاق رابین نخست‌وزیر وقت اسرائیل لقب مهندس را به یحیی عیاش نسبت داده است.
یعکوف بیری رئیس سابق سازمان اطلاعات اسرائیل معتقد است: 
«من اقرار می‌کنم که عدم دستگیری مهندس بزرگ‌ترین شکست عملیاتی برای سازمان اطلاعات از زمان تشکیل دولت اسرائیل بوده است».

## درگذشت
شین بت مأمور دستگیری عیاش بود.وی در پنج ژانویه ۱۹۹۶ در شهر غزه بر اثر انفجار تلفن همراهش در حین تماس هفتگی با پدرش در کرانه باختری کشته شد. هزاران نفر از مردم غزه در مراسم تشییع جنازه عیاش شرکت کردند. و فلسطینی‌ها به عنوان انتقام از این ترور حملاتی را انجام دادند. خیابان‌ها و میدان‌ها در بسیاری از شهرهای فلسطین به نام عیاش نامگذاری شدند.